# Diocesi di Sorres

Mappa delle diocesi e delle province ecclesiastiche sarde in epoca medievale.

La diocesi di Sorres (in latino Dioecesis Sorrensis) è una sede soppressa e sede titolare della Chiesa cattolica.

## Territorio
L'abitato di Sorres si trovava nelle campagne dell'odierno comune sardo di Borutta, nell'antica regione storico-geografica del Meilogu. Qui si trova l'ex cattedrale, dedicata a San Pietro, edificata tra il XII e il XIII secolo. Il vicino edificio, che oggi ospita una comunità benedettina, era la sede del vescovo, che faceva vita comune con il capitolo della cattedrale, composto da dodici canonici, di cui uno con dignità di arciprete.
La diocesi aveva giurisdizione sulle parrocchie dei villaggi di: Abriu, Arcennor, Ardara, Banari, Bessude, Bonnanaro, Bonorçoli, Bonorva, Bonuighinu, Borconani, Borutta, Campuy, Campulongu, Capula, Cheremule, Coniato, Cossoine, Cote, Cotinas, Donnicaia, Fara, Favules, Frabicas, Frida, Giave, Ibilis, Ittireddu, Lachesos, Mara, Mello, Mendulas, Modulis, Mogoro (presso Bessude, da non confondere con l'attuale paese omonimo), Monticleta, Mores, Mosidano, Nieddu, Norache, Nula, Oinu (Oyo), Padria, Pozzomaggiore, Querqueto, Rebeccu, Sagantia, Sanctus Simeon, Sauren, Semestene, Siligo, Simanar, Surgora, Survel, Sustana, Teclada, Terchiddu, Thiesi, Todorache, Torralba, Trullas, Tuzano, Uras e Valles.

## Storia
La diocesi di Sorres è attestata a partire dall'inizio del XII secolo. La prima menzione di un suo vescovo è del 16 dicembre 1112, quando il vescovo Giacomo appose la sua firma al decreto con il quale il metropolita Attone di Sassari concedeva privilegi al monastero camaldolese di Saccargia. È probabile che la diocesi, come molte altre in Sardegna, risalga alla seconda metà dell'XI secolo, sotto il pontificato di papa Alessandro II (1061-1073) o di papa Urbano II (1088-1099), quando furono organizzate le province ecclesiastiche sarde sull'impianto territoriale dei giudicati. Sorres faceva parte della provincia ecclesiastica dell'arcidiocesi di Torres (poi Sassari), nella parte più interna del giudicato di Torres.
Fin dagli inizi, la diocesi ospitò un nutrito numero di monasteri, tra cui quello camaldolese di Trullas, quello dei vallombrosani a Santa Maria di Cea presso Banari, e quello benedettino di Monte Santo. Tra XII e XIII secolo si susseguirono sulla cattedra episcopale di Sorres tre vescovi cistercensi (Goffredo, Augerio e Pietro), che operarono per l'attuazione della riforma della chiesa sorrese; tra questi si distinse Augerio, che si adoperò per mediare nella burrascosa successione al trono arborense dopo la morte di Barisone II. Risale all'epoca dei vescovi cistercensi, la costruzione della cattedrale di San Pietro.
A causa della povertà a cui s'era ridotta la mensa vescovile dopo la conquista aragonese dell'isola, il 3 dicembre 1445 con la bolla Apostolatus officium papa Eugenio IV decretò l'unione di Sorres con la diocesi di Bosa, da realizzarsi alla morte di uno dei due prelati; ma la reazione negativa dei capitoli delle due cattedrali impose al pontefice la revoca della sua decisione.
Tuttavia l'8 dicembre 1503 la diocesi fu definitivamente soppressa ed unita all'arcidiocesi di Sassari, a causa dello spopolamento dell'abitato di Sorres. La bolla di unione Aequum reputamus, preparata sotto il pontificato di papa Alessandro VI, trovò attuazione con il suo successore Giulio II.
Dal 1968 Sorres è annoverata tra le sedi vescovili titolari della Chiesa cattolica; dal 1º agosto 2023 l'arcivescovo, titolo personale, titolare è Alfonso Vincenzo Amarante, C.SS.R., rettore della Pontificia Università Lateranense.

## Cronotassi

### Vescovi
- Giacomo † (menzionato nel 1112)[3]
- Alberto † (menzionato nel 1113)
- Bernardo † (menzionato nel 1127)
- Giovanni I † (documentato tra il 1134 ed il 1151)
- Giovanni II Sargu † (documentato tra il 1153 ed il 1170)
- Goffredo, O.Cist. † (prima del 1171 - 1178 deceduto[4])
- Augerio, O.Cist. † (documentato tra il 1181 ed il 1200)
- Pietro, O.Cist. † (prima del 1205 - 25 maggio 1211 dimesso)
- Anonimi † (menzionati nel 1215, 1221, 1233, 1240, 1247, 1252, 1259)
- Giovanni † (prima del 1288[5] - 1309 deceduto)
  - Guglielmo † (vescovo eletto)[6]
- Guantino de Lella (di Farfara) † (1309 - 1322 deceduto)
- Gregorio, O.E.S.A. † (7 giugno 1322 - 6 giugno 1323 nominato vescovo di Feltre e Belluno)
- Antonio, O.F.M. † (26 agosto 1323 - ? deceduto)
- Bernardino † (13 maggio 1332 - ? deceduto)
- Barisone † (17 marzo 1333 - ? deceduto)
- Giovanni Amalrico † (19 luglio 1342 - ? deceduto)
- Benedetto, O.P. † (13 settembre 1344 - 26 gennaio 1348 nominato vescovo di Chioggia)
- Francesco † (9 gennaio 1348 - ?)
- Pietro de Grassinis, O.P. † (1348 - 5 novembre 1348 nominato vescovo di Anagni)
- Arnaldo, O.P. † (8 dicembre 1348 - 14 febbraio 1365 nominato vescovo di Nusco)
- Francesco † (14 febbraio 1365 - ?)
  - Nicola † (? deceduto) (obbedienza avignonese)
  - Berengario, O.F.M. † (10 dicembre 1386 - ?) (obbedienza avignonese)
- Gonnario † (menzionato nel 1382)
- Benedetto †
- Francesco †
- Andrea †
- Jacopo † (20 marzo 1386 - ? deceduto)
- Giovanni de Martis † (19 aprile 1391 - ? deceduto)
- Nicola † (14 giugno 1400 - ?)
- Pietro † (1414 - ? deceduto)
- Nicola Vidini † (13 agosto 1422 - 1428)
- Stefano Ardizone, O.Cist. † (5 luglio 1428 - 1440 deceduto)
- Giovanni Sanchez, O.P. † (18 maggio 1440 - ?)[7]
- Giacomo Poggio (de Podio) † (28 marzo 1461 - ? deceduto)
- Giacomo di Puiasolla, O.E.S.A. † (28 luglio 1497 - 1503 deceduto)
  - Sede soppressa

### Vescovi titolari
- Lorenzo Bianchi, P.I.M.E. † (30 novembre 1968 - 10 ottobre 1976 dimesso)
- Franz Josef Kuhnle † (13 ottobre 1976 - 4 febbraio 2021 deceduto)
- Carlo Villano (3 luglio 2021 - 20 giugno 2023 nominato vescovo di Pozzuoli e di Ischia)
- Alfonso Vincenzo Amarante, C.SS.R., dal 1º agosto 2023